# جيسي تومسون
جيسي تومسون (بالإنجليزية: Jesse Thompson)‏ هو سياسي أمريكي، ولد في 14 نوفمبر 1749، وتوفي في 23 يونيو 1834 في فلمينغ في الولايات المتحدة. انتخب عضو جمعية ولاية نيويورك.